# Jeph Howard
Jeph Howard (født 4. januar 1979) er en amerikansk musiker som spiller basguitar i bandet The Used. Hans kaldenavn er Jepha. Andre medlemmer i bandet inkluderer vokalist Bert McCracken og guitarist Quinn Almann. Jeph begyndte at spille bas da hans barndomsven Korby Connell spillede guitar. Jeph fandt ud af at hvis Korby spillede guitar, måtte han spille bas. Før Bert blev medlem af bandet, sang Jeph, men han kan bedst lide at spille bas.